# Ивакина, Екатерина Владимировна
Екатери́на Влади́мировна Ива́кина (род. 7 декабря 1964, Ставрополь), в девичестве Сля́днева, в первом замужестве Кра́сникова — советская и российская легкоатлетка, специалистка по метанию копья. Выступала за сборные СССР, СНГ и России по лёгкой атлетике в конце 1980-х — середине 2000-х годов, многократная победительница и призёрка первенств национального значения, участница двух летних Олимпийских игр. Представляла Санкт-Петербург и Ставропольский край. Мастер спорта России международного класса.

## Биография
Екатерина Сляднева родилась 7 декабря 1964 года в Ставрополе.
Занималась лёгкой атлетикой под руководством тренеров Г. П. Ванюкова, А. И. Платонова, И. В. Громова. Выступала за Профсоюзы (Ленинград) и Вооружённые силы (Ставрополь).
Впервые заявила о себе в метании копья на взрослом всесоюзном уровне в сезоне 1987 года, выиграв бронзовую медаль на чемпионате СССР в Брянске.
В 1989 году стала серебряной призёркой на зимнем чемпионате СССР по метаниям в Адлере и на летнем чемпионате СССР в Горьком.
В 1992 году получила серебряную награду на открытом зимнем чемпионате СНГ по метаниям в Адлере.
В 1993 году на зимнем чемпионате России по длинным метаниям в Краснодаре взяла бронзу, тогда как на летнем чемпионате России в Москве превзошла всех своих соперниц и завоевала золото. Попав в основной состав российской национальной сборной, заняла третье место на Кубке Европы в Риме и выступила на чемпионате мира в Штутгарте, где с результатом 65,12 метра стала пятой.
В 1994 году победила на открытом зимнем чемпионате России по длинным метаниям в Адлере и стала второй на летнем чемпионате России в Санкт-Петербурге. Принимала участие в чемпионате Европы в Хельсинки и в Играх доброй воли в Санкт-Петербурге.
В 1995 году была лучшей на открытом зимнем чемпионате России по длинным метаниям в Адлере и на летнем чемпионате России в Москве. Заняла третье место на Кубке Европы в Лилле и восьмое место на чемпионате мира в Гётеборге.
В 1997 году вновь победила на открытом зимнем чемпионате России по длинным метаниям в Адлере, стала серебряной призёркой на летнем чемпионате России в Туле.
На чемпионате России 1998 года в Москве добавила в послужной список ещё одну награду серебряного достоинства.
В 1999 году в метании копья взяла бронзу на чемпионате России в Туле.
В 2000 году была второй на зимнем чемпионате России по длинным метаниям в Адлере и на летнем чемпионате России в Туле. По итогам чемпионата удостоилась права защищать честь страны на Олимпийских играх в Сиднее — показала здесь результат 55,58 метра, не сумев преодолеть предварительный квалификационный этап. Также в этом сезоне на соревнованиях в Осло метнула копьё на 64,89 метра, установив мировой рекорд среди спортсменок старше 35 лет — рекорд впоследствии продержался более трёх лет и был превзойдён другой россиянкой Татьяной Шиколенко.
После сиднейской Олимпиады Ивакина осталась в составе российской легкоатлетической сборной на ещё один олимпийский цикл и продолжила принимать участие в крупнейших международных стартах. Так, в 2001 году она выиграла серебряные медали на зимнем чемпионате России по длинным метаниям в Адлере и на летнем чемпионате России в Туле.
В 2002 году снова стала серебряной призёркой на зимнем чемпионате России по длинным метаниям в Адлере.
В 2003 году добавила в послужной список ещё одну серебряную награду, полученную на зимнем чемпионате России по длинным метаниям в Адлере. Участвовала в Европейском вызове по зимним метаниям в Джоя-Тауро, где заняла третье место в личном зачёте женского метания копья и помогла своим соотечественницам выиграть общий командный зачёт.
В 2004 году выиграла серебряную медаль на зимнем чемпионате России по длинным метаниям в Адлере, стала третьей на Европейском вызове по зимним метаниям в Марсе, получила серебро на летнем чемпионате России в Туле. Находясь в числе лидеров российской национальной сборной, благополучно прошла отбор на Олимпийские игры в Афинах — на сей раз провалила свои попытки и не показала никакого результата.
За выдающиеся спортивные результаты удостоена почётного звания «Мастер спорта России международного класса».
Замужем за метателем копья Юрием Ивакиным, их сын Антон Ивакин добился успеха в прыжках с шестом